# 西广场水塔
43°54′8.1″N 125°18′42.84″E / 43.902250°N 125.3119000°E
西广场“双塔”，通称西广场水塔，是位于中华人民共和国吉林省长春市宽城区站前街道西广场环岛内及附近的两座水塔，为长春市文物保护单位。

## 历史

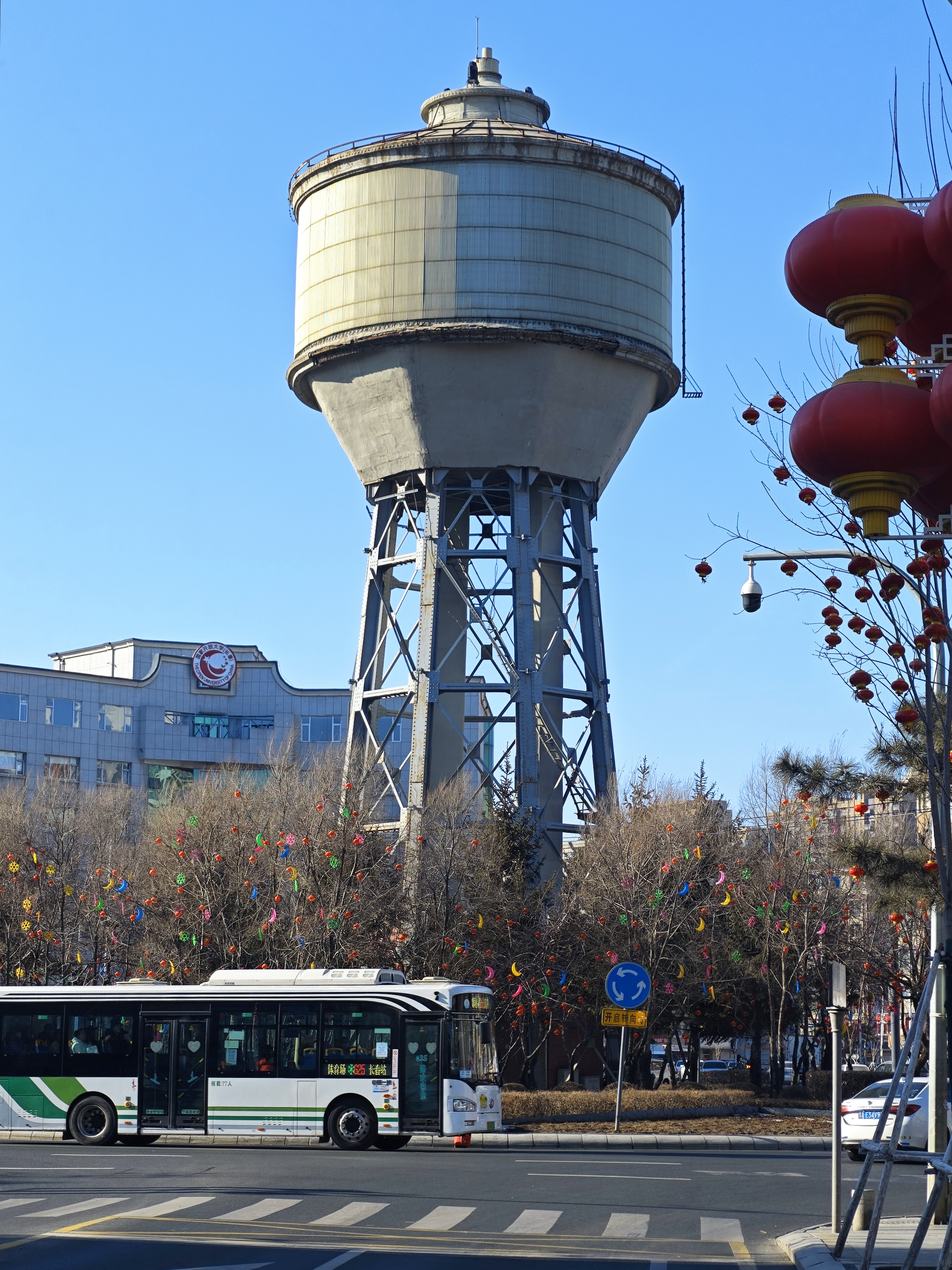
西广场环岛内水塔，始建于1912年

1912年，受日本控制的南满洲铁道株式会社为解决长春站和满铁附属地内居民的用水问题，于西广场中心岛内兴建一座水塔。该塔距地面高30米，内径10.2米，有效水深7.1米，可容水299.4立方米。水塔主体呈圆柱形，上部为水泥浇筑结构，下部为钢板结构。1914年，西广场水塔建成供水，日供水量达300吨。

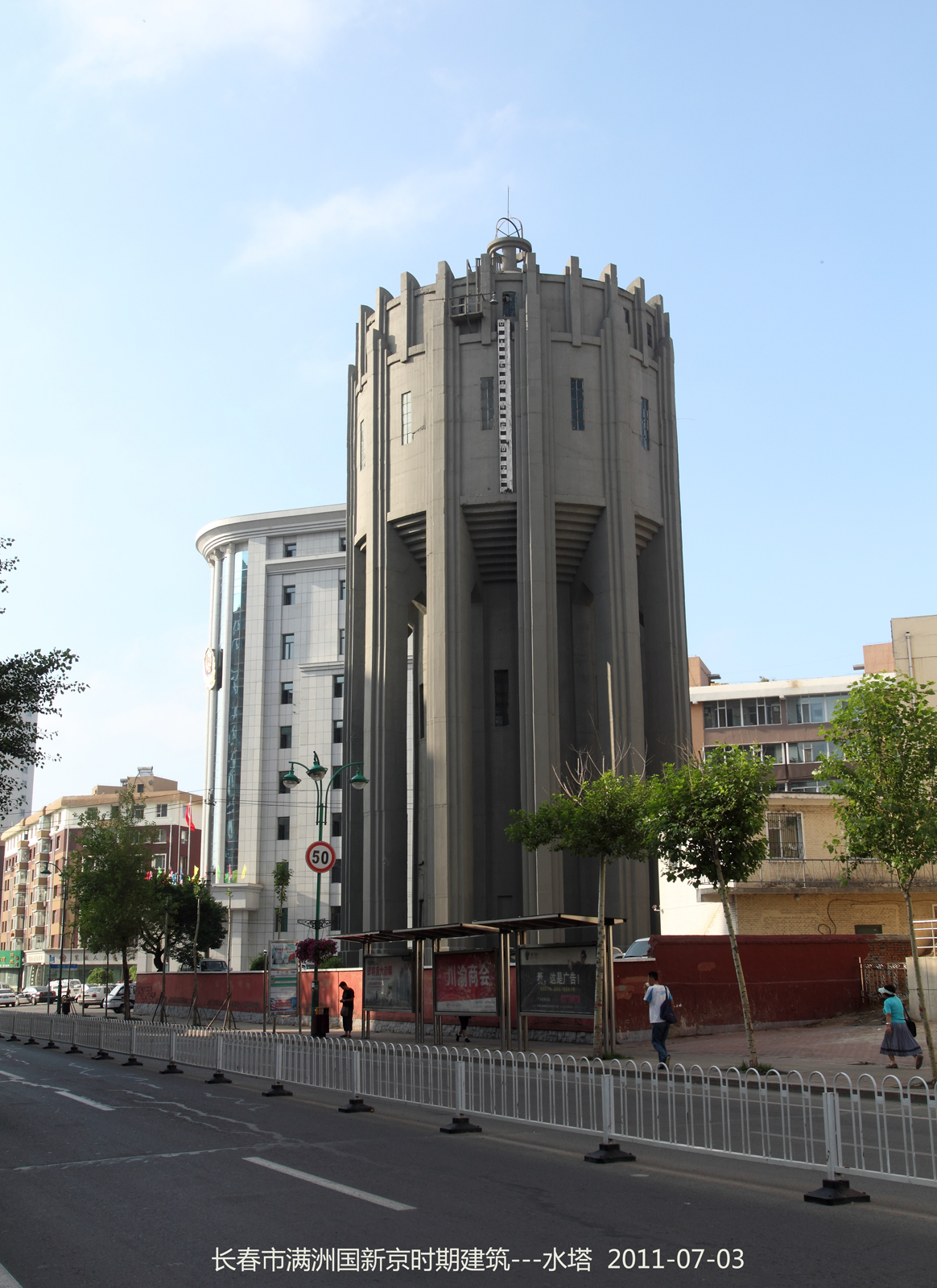
1933年增建的西广场水塔，原称八岛通水塔

满洲国建立后，长春成为满洲国首都并更名为新京，吸引大量外来人口流入。1933年，为满足日益增长的供水需求，新京市政府又在西广场东南约120米处，八岛通（今北京大街）的西南侧增建了一座钢筋混凝土的水塔，通称新京八岛通水塔。八岛通水塔高38.15米，内径13米。水塔蓄水池底部和顶部作台阶状内收；下部分为8根钢筋混凝土柱子作支撑。
2002年，西广场水塔被公布为长春市第七批市级文物保护单位。